# 怀唐伊
怀唐伊（英語：Waitangi）是新西兰查塔姆群岛的一个港口和主要居民点。它位于彼得湾的南岸，查塔姆群岛主岛的西海岸。
虽然怀唐伊只有人口250，却是查塔姆群岛最大的居民点，占群岛总人口的40%。查塔姆群岛的人口已在下降，据可靠估计，2016年只剩600名居民。